# Gymnasium Feuchtwangen
Das Gymnasium Feuchtwangen ist ein naturwissenschaftlich-technologisches und sprachliches Gymnasium im mittelfränkischen Feuchtwangen im Landkreis Ansbach.

## Geschichte
Durch die wachsende Schülerzahl am Dinkelsbühler Gymnasium wurde 1966 in der Volksschule Feuchtwangen eine Zweigschule eingerichtet. Im Schuljahr 1968/69 errichtete man einen Neubau für die insgesamt 107 Schüler. Jedoch wurde die Schule erst am 26. Mai 1971 offiziell zu einer „selbstständigen Anstalt“ und 1987/88 fiel der Beschluss sie zu einer „Vollanstalt“ auszubauen. Seit dem Schuljahr 1994/95 kann der mathematisch-naturwissenschaftliche Zweig gewählt werden. 2008/09 bekam die Schule einen Sportpausenhof und eine Mensa. Außerdem konnte im Februar 2018 der sanierte Altbau bezogen werden.

## Zweige und Wahlmöglichkeiten
An der Schule gibt es die Möglichkeit zwischen zwei Zweigen zu wählen:
- Sprachlicher Zweig mit den Sprachen Englisch, Latein, Französisch und Italienisch. Zusätzlich zur verpflichtenden Sprache Englisch sind zwei weitere Sprachen auszuwählen[5]
- Naturwissenschaftlich-technologischer Zweig mit der verpflichtenden Sprache Englisch und der Wahl zwischen Französisch und Latein, zudem werden in diesem Zweig die naturwissenschaftlichen Fächer (Chemie, Physik und Biologie) intensiviert[6]

## Partnerschulen
Die Schule pflegt Beziehungen mit folgenden Schulen im Ausland:
- Collège l’Arboretum Morhange, Frankreich
- Liceo Classico Celio, Rovigo, Italien
- Jingjiang Senior Middle School, China

## Ehemalige Schüler
- Christiane Karg (* 1980), Opern-, Lied-, Konzert- und Oratoriensängerin[8]